# Vitanje (plaats)
Vitanje is een plaats in Slovenië en maakt deel uit van de gemeente Vitanje in de NUTS-3-regio Savinjska. De plaats telde 859 inwoners op 1 januari 2020.
Vitanje ontstond aan de weg van Celje, het Romeinse Celeia naar Virunum in Karinthië. De Romeinse nederzetting bij Vitanje heette Upellae. In de omgeving van Vitanje zijn de resten van Romeinse gebouwen nog zichtbaar doordat marmorblokken als deurdrempels of muurstenen werden gebruikt.
Vitanje telt twee vervallen kastelen, Gornji grad (boven-kasteel) en Spodnji grad (beneden-kasteel). Het hoog gelegen kasteel werd voor het eerst in de 12e eeuw genoemd en verviel in de 17e eeuw. Het nieuwere lager gelegen kasteel werd de eerste keer in 1322 vermeld en brandde geheel uit na een brand in 1790. De plaats bezit een in 1296 voor het eerste genoemde parochiekerk van HH. Petrus en Paulus. De bouw begon waarschijnlijk in de 11e eeuw. Het huidige kerkgebouw is Romaans en dateert uit de 13e eeuw, in de 15e eeuw werden er verschillende verbouwingen doorgevoerd, zodat er eveneens invloed van de gotiek te vinden is. Hoog boven Vitanje ligt een kleinere barok-kerk, die werd gebouwd tussen 1747 en 1754. Het interieur dateert uit de late 18e eeuw, met name het hoogaltaar van Janez Jurij Mersi uit 1770. Het orgel is uit de 19e eeuw. Beide kerken worden gebruikt als parochiekerken, de laag gelegen Petrus en Paulus-kerk tijdens de winter, de hoog gelegen Maria-kerk tijdens de zomer.